# Antoni Łabęcki
Antoni Łabęcki herbu Łabędziogrot (ur. 18 maja 1773 w Warszawie, zm. 17 września 1854 tamże) – polityk, deputowany z okręgu Warszawy na Sejm 1818 i 1820 roku, adwokat, samouk, wolnomularz.

## Życiorys
Ojcem Antoniego był neofita Józef Bonawentura Łabęcki (pierwotnie zapewne: Schwan, niem. łabędź), potomek frankisty Moszka (Szwana?) z Podhajec, po chrzcie Tomasza Eleazariusza Łabęckiego, matką Anna z Piotrowskich (również frankistów). Łabęccy mieli dwanaścioro dzieci, Antoni był jedynym synem. Gdy miał lat 10, rodzice oddali go na nauki do konwiktu pijarów na Żoliborzu, który ukończył w 1789 r. W wieku lat 15 rozpoczął pracę w kancelarii poselskiej Sejmu Czteroletniego i ogłosił już w tym młodym wieku parę drobnych publikacji w obronie projektowanych reform.
W ostatnich latach przed II i III rozbiorem Łabęcki działał jako sekretarz ks. Józefa Lubomirskiego. Po nastaniu w Warszawie władzy pruskiej został zaangażowany do organizacji nowej administracji w pruskim landzie Prusy Południowe, jak teraz nazywała się Warszawa z okolicami, i dobrze się zapoznał z ustawodawstwem pruskim.
Po odejściu Prusaków i stworzeniu Księstwa Warszawskiego minister sprawiedliwości Feliks Franciszek Łubieński powołał Łabęckiego do ministerstwa i zlecił mu przekład części Kodeksu Napoleona odnoszącej się do procedury cywilnej, który ukazał się w 4 wydaniach. W roku 1809 Łabęcki opuścił ministerstwo, uzyskawszy nominację na adwokata przy Sądzie Kasacyjnym (Najwyższym) Księstwa Warszawskiego, mimo że formalnie nie posiadał wykształcenia prawniczego. Wystąpił wówczas w obronie obywateli narodowości niemieckiej, oskarżonych o konszachty z wrogiem w czasie wojny roku 1809.
W czasach Królestwa Kongresowego Łabęcki działał do 1841 r. jako adwokat, oprócz tego był przez dwie kadencje deputowanym sejmowym. W roku 1818 został nobilitowany z herbem Łabędziogrot.
Żonaty z Ewą Wołowską (także frankistką), miał czworo dzieci, spośród których szczególnie się wyróżnił najstarszy syn Hieronim, organizator i historyk górnictwa Kongresówki.
Antoni Łabęcki został pochowany w katakumbach na warszawskich Powązkach (rząd 36-6).

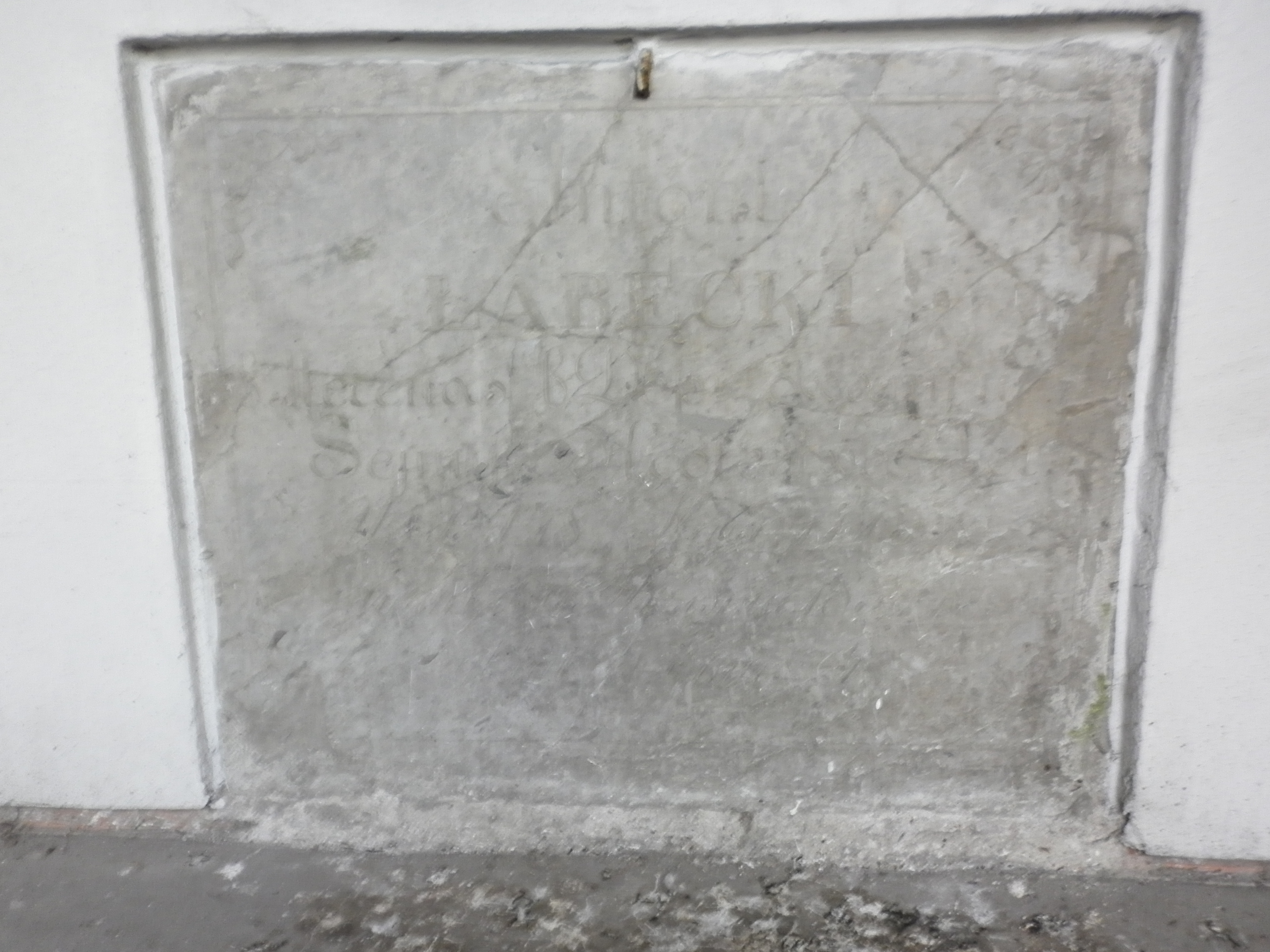
Grób Antoniego Łabęckiego na Powązkach

Aleksander Kraushar opowiada o jego stylu obrońcy w swej książce o stołecznych prawnikach: „przechylał się przez kratkę obrończą efektownie, niby szepcząc obniżał głos, lecz nagle, w miejscach, które uważał za stanowcze, wybuchał głosem silnym, tubalnym i uderzał pięścią o krawędź trybuny, tak że sędziowie, ukołysani chwilowo liryką wykładu, nerwowo poruszali się na krzesłach kurulnych, ilekroć obrońca takim nadzwyczajnym środkiem przyzywał ich uwagę do porządku [...] Widząc przechylającą się szalę zwycięstwa na stronę przeciwnika, usiłował przekonać sędziów o słuszności swej sprawy. Podnosił wówczas obie ręce do góry, zaciskał pięści, szamotał się całym korpusem wyrzucając z piersi tony rozpaczliwe, wzywające sędziów do ratunku”.